# قروة ابن مخلب
قروَة ابن مُخَلب یا ابن مخلب در حدود سال ۳۲۵ میلادی حاکم عربستان بود. او در زمانی که شاهنشاه ایران شاپور دوم در سنین کودکی بود، از موقعیت آشفته امپراتوری ساسانی استفاده کرد و مرز های غربی و جنوب غربی ایرانشهر را مورد تاخت و تاز قرار داد. اعراب شهر های مرزی ایرانشهر را بدون مقاومت جدی غارت کردند. این حملات تا بزرگ شدن شاپور دوم طول کشید و سرانجام پادشاه ایران در سن چهارده سالگی دست به اقدامی جدی برای سرکوب کردن حملات اعراب زد. شاپور دوم پس از شکست دادن تمام قبایل عرب ،در نهایت با ارتش اصلی اعراب به فرماندهی قروة ابن مخلب رو در رو شد. این جنگ با پیروزی ایرانیان و اعدام شدن ابن مخلب پایان یافت. فرمانده اعراب کتف هایش سوراخ شد و بر سر در شهر آویزان گردید

## منبع
کتاب ایران در زمان ساسانیان
نویسنده: آرتور کریستنسن
1. ↑  ایران در زمان ساسانیان.
2. ↑  کتاب ایران در زمان ساسانیان

نویسنده: آرتور کریستنسن